# Kerkgebouw Gereformeerde Gemeenten (Colijnsplaat)
Het Kerkgebouw van de Gereformeerde Gemeenten is een voormalig kerkgebouw in het Zeeuwse dorp Colijnsplaat, gelegen aan de Oost Havenstraat. Het kerkgebouw, gebouwd in 1931, werd in 1989 buiten gebruik gesteld. Sindsdien is de ruimte in gebruik als timmerwerkplaats.

## Geschiedenis
In 1930 besloten enkele leden van de plaatselijke Oud Gereformeerde Kerk dit kerkverband te verlaten vanwege een kerkrechtelijke kwestie. Zij besloten zich aan te sluiten bij de Gereformeerde Gemeente van Kortgene. Op 20 juli 1931 werd een plaatselijke gemeente opgericht in Colijnsplaat. In navolging hiervan werd besloten een eigen kerkgebouw te laten bouwen aan de Oost Havenstraat. Op 25 september 1931 werd een kleine zaalkerk in gebruik genomen, naar een ontwerp van architect P. Huibrechtsche.
In de tweede helft van de 20e eeuw nam het ledental van de gemeente af. In 1989 telde de gemeente nog 22 leden. Daarom werd op 18 juni 1989 besloten de gemeente op te heffen. Het kerkgebouw werd verkocht en is sindsdien in gebruik als timmerwerkplaats.